# Кобрин (футбольный клуб)
«Кобрин» — белорусский футбольный клуб из Кобрина, основанный в 1992 году. Ранее дислоцировался в Бресте и выступал под названием "Брестбытхим".

## Названия
- 1992—1995 — «Брестбытхим» (Брест).
- 1996—2015 — ФК «Кобрин».

## История
Клуб был основан в Бресте в 1992 году под названием «Брестбытхим». Команда заявилась в третью лигу и сразу же выиграла её. «Брестбытхим» далее выступал во второй лиге до 1995 года, когда из-за финансовых проблем приостановил существование. Тем не менее, команда передислоцировалась в Кобрин и сохранила место во Второй лиге.
После сезона 1996 года команда снялась с республиканских турниров и выступала преимущественно в первенстве области. Несколько раз «Кобрин» выигрывал чемпионат Брестской области. В 1998—1999 и 2006 годах клуб выступал во Второй лиге (Д3), но возвращался на областной уровень.
В 2011 и 2012 годах «Кобрин» становился чемпионом Брестской области.
С 2013 года команда вновь выступает во второй лиге. Сезон 2013 команда закончила в середине турнирной таблицы. После неуверенного старта в сезоне 2014 команда сумела подняться на четвёртую позицию в группе Б и выйти в финальный этап, где в итоге завоевала 5-е место.
В январе 2015 года «Кобрин» получил профессиональный статус, что позволило рассчитывать на место в первой лиге (вакантное после отказа «Минска-2» от участия в сезоне 2015). 3 апреля 2015 года клуб получил лицензию на участие в Первой лиге 2015, по итогам сезона заняв 15-е место и отказавшись от дальнейшего участия.

## Достижения
- Вторая лига (до 1998 — Третья лига):
  -  1-е место (1): 1992/93

## Статистика выступлений
| Сезон   | Лига            | М  | И   | В  | Н  | П  | Голы  | Очки | Кубок       | Примечания             |
| ------- | --------------- | -- | --- | -- | -- | -- | ----- | ---- | ----------- | ---------------------- |
| 1992-93 | Третья (Д3)     | 1  | 30  | 22 | 6  | 2  | 83-16 | 50   | 1/16 финала | Выход в Вторую лигу    |
| 1993-94 | Вторая (Д2)     | 5  | 28  | 12 | 10 | 6  | 29-17 | 34   |             |                        |
| 1994-95 | Вторая (Д2)     | 7  | 30  | 13 | 6  | 11 | 41-31 | 32   | 1/16 финала |                        |
| 1995    | Вторая (Д2)     | 6  | 14  | 8  | 1  | 5  | 19-14 | 25   | 1/16 финала |                        |
| 1996    | Вторая (Д2)     | 12 | 24  | 7  | 3  | 14 | 22-36 | 24   | 1/4 финала  |                        |
|         |                 |    |     |    |    |    |       |      |             |                        |
| 1998    | Вторая — Б (Д3) | 5  | 30  | 15 | 7  | 8  | 53-44 | 52   |             |                        |
| 1999    | Вторая — Б (Д3) | 9  | 22  | 7  | 2  | 13 | 39-58 | 23   |             |                        |
|         |                 |    |     |    |    |    |       |      |             |                        |
| 2006    | Вторая (Д3)     | 14 | 32  | 7  | 3  | 22 | 31-90 | 24   | 1/32 финала |                        |
|         |                 |    |     |    |    |    |       |      |             |                        |
| 2013    | Вторая (Д3)     | 7  | 24  | 11 | 2  | 11 | 41-42 | 35   | 1/32 финала |                        |
| 2014    | Вторая — Б (Д3) | 4  | 22  | 13 | 1  | 8  | 46-40 | 40   | 1/64 финала | Выход в финальный этап |
| 2014    | Вторая          | 5  | 141 | 4  | 3  | 7  | 18-32 | 15   | 1/64 финала | Выход в Первую лигу    |

- 1 Считая 6 игр, перенесённых с 1-го раунда. Показатели только в финальном этапе: 8 матчей, 4—2—2, разница мячей 12—11.

## Цвета клуба
| Синий | Зелёный |

## Главные тренеры
- Сергей Высоцкий (до 2013)
- Георгий Бровин (2014)
- Сергей Козак (2015)
- Сергей Высоцкий (с 2020)